# Partnachplatz (metrostation)
Partnachplatz is een metrostation in de wijk Sendling-Westpark van de Duitse stad München. Het station werd geopend op 16 april 1983 en wordt bediend door lijn U6 van de metro van München.